# Thecla gabina
Thecla gabina är en fjärilsart som beskrevs av Frederick DuCane Godman och Osbert Salvin 1887. Thecla gabina ingår i släktet Thecla och familjen juvelvingar. Inga underarter finns listade i Catalogue of Life.